# Jacob Rheingantz
Jacob Rheingantz (Sponheim, 13 de agosto de 1817 — Hamburgo, 15 de julho de 1877) foi um comerciante e administrador alemão que trabalhou no Brasil .
Filho de Johann Wilhelm Rheingantz e Anna Maria Kiltz, dedicou-se inicialmente ao comércio. Em 1839 partiu para a França, trabalhando algum tempo no produtor de champagne Veuve Clicquot. Em 1840 parte para os Estados Unidos da América para encontrar seu irmão Jacob que lá morava, porém ao chegar soube que ele havia falecido.
Permaneceu nos Estados Unidos até 1843, quando partiu para o Rio Grande do Sul. Estabeleceu-se em Rio Grande, empregado na casa comercial de Guilherme Ziegenbein. Em 1846 convence seu irmão Phillip a emigrar para o Brasil.
Em 9 de julho de 1848 casou-se com Maria Carolina Fella, com quem teve dez filhos. Após o casamento passou a residir em Pelotas.
Em 1856 contrata com o governo imperial do Brasil a compra de terras devolutas na Serra de Tapes, para fundar uma colônia. Viajou em 1857 à Alemanha para divulgar sua nova colônia.
Em 1858 com o sócio José Antônio de Oliveira Guimarães, fundou a Colônia São Lourenço. A primeira leva de imigrantes com 88 pessoas, vindos no navio holandês Twee Vrienden, partiu de Hamburgo e também trouxe a bordo os pais e cinco irmãs e irmãos de J. Rheingantz. Mudou-se com a família para a própria colônia onde além de diretor e empresário foi a autoridade máxima na colônia pois o governo provincial por muitos anos não forneceu nenhum auxílio na área de educação, religião ou segurança. Devido à iniciativa privada da colônia, era considerado rival dos empreendimentos estatais.
Em 1867 um motim estalou na colônia, levando Rheingantz a mudar-se com a família para Rio Grande. Tendo o Barão von Kahlden acumulado interinamente a direção da  Colônia São Lourenço e Santo Ângelo. Tendo os líderes sido presos, os ânimos foram logos aplacados. O barão então convenceu Rheingantz a retomar a direção de sua colônia.
Com novos planos de expansão da colônia, retornou à Alemanha em 1877 para angariar mais colonos. Entretanto faleceu subitamente em Hamburgo.
No ano de sua morte sua colônia era um sucesso, já tinha um total de 52 mil hectares e mais de seis mil moradores entre imigrantes e descendentes, além de 16 escolas particulares destinadas à educação da nova geração.

## Fonte de referência
- COARACY, Vivaldo. A Colônia de São Lourenço e seu fundador - Jacob Rheingantz. Oficinas Gráficas Saraiva, São Paulo, 1957.